# Franske kamphjelme
Franske kamphjelme
| Adrianhjelm   | Hjelmen blev indført under 1. verdenskrig og siges at være inspireret af middelalderlige burgunderhjelme |  |
| Hjelm M/1945  | Udviklingen af hjelmen startede i 1941, men den blev først udleveret efter krigen. Den var i brug indtil midten af 1960'erne, selvom de fleste blev afløst af M/51 i begyndelsen af 1950'erne |  |
| Hjelm M/1951  | Model 1951 afløste dels M/1945 og dels forskellige andre hjelme, der blev brugt under 2. verdenskrig, specielt den amerikanske M1-hjelm. 1951 hjelmen blev nærmest synonym med Krigen i Algeriet, der fandt sted fra 1954 - 1962. Hjelmen var i brug indtil 1990'erne, selvom de fleste blev erstattet af M/1978. Hjelmen var designet, med inspiration fra den amerikanske M1-hjelm i et forsøg på at følge en NATO-standard.                                                                           |  |
| Hjelm M/1978  | Hjelmen M/1978 afløste M/1951 fra 1980. Den blev officielt afløst af SPECTRA-hjelmen i 1993, men den bruges stadig af talrige enheder rundt omkring i verden. |  |
| Hjelm SPECTRA | SPECTRA-hjelmen blev indført i den franske hær i 1993. Hjelmen er et resultat af et projekt for en fransk hjelm tilpasset udfordringerne ved indgangen til det nye årtusinde, specielt med udgangspunkt i de erfaringer franskmændene gjorde sig under krigen i ex-jugoslavien. Hjelmen er fremstillet af Polyethylen og yder en bedre beskyttelse mod geværprojektiler end M/1978. Udover af Frankrig bruges hjelmen også af Canada og af FN samt af Danmark, hvor den er kendt under navnet Hjelm M/96 |  |